# Home Box
Pour les articles homonymes, voir Homebox (homonymie).
 (janvier 2020).
Si vous disposez d'ouvrages ou d'articles de référence ou si vous connaissez des sites web de qualité traitant du thème abordé ici, merci de compléter l'article en donnant les références utiles à sa vérifiabilité et en les liant à la section « Notes et références ».
Home Box est un pack de Laurent Garnier, paru en mai 2015 et regroupant 4 vinyles, un cd, et un poster numéroté manuellement.

## Liste des titres

### vinyles
| 1. | A1 - Enchanté (UNER Club Gleam Remix)* |  |
| 2. | A2 - L.O.L cat (original version)      |  |

| 1. | B1 - Beat Da Boxx" (Marc Romboy Bon Soir At Warehouse'94 Mix)* |  |
| 2. | B2 - Bang (The Underground doesn't stop) (Original version)    |  |

| 1. | C1 - pǝsnɟuoɔ (Voiski Acid mix) * |  |
| 2. | C2 - M.I.L.F (original version)   |  |

| 1. | D1 - Enchanté (Copy Paste Soul's 2Swords Remix) * |  |
| 2. | D2 - Psyché-delia (original version)              |  |

| 1. | E1 - Boom" (Traumer remix)*      |  |
| 2. | E2 - pǝsnɟuoɔ (original version) |  |

| 1. | F1 - D.S.K (Bambounou ft French Fries remix)* |  |
| 2. | F2 - H.E (original version)                   |  |

### EP
| 1. | AA - Drifting In Midwaters * |  |
| 2. | A1 - I'm Going Home *        |  |
| 3. | A2 - And The Party Goes *    |  |

### CD
| 1.  | Psyché-delia                                             | 07:58 |
| 2.  | ENCHANTé                                                 | 10:07 |
| 3.  | The rise & the fall of the donkey dog                    | 06:04 |
| 4.  | I'm going home *                                         | 09:21 |
| 5.  | Revenge of the LOL cats                                  | 03:20 |
| 6.  | M.I.L.F                                                  | 08:23 |
| 7.  | Bang (the underground doesn't stop)                      | 06:45 |
| 8.  | Boom" (Traumer African remix) *                          | 07:23 |
| 9.  | And the party goes on *                                  | 06:57 |
| 10. | The rise & the fall of the donkey dog (Husbands remix) * | 06:39 |

### Articles de journaux
- Télérama,
- RFI,
- Les Inrockuptibles,
- Tsugi,
- 20 Minutes,
- Resident Advisor, Lui,
- Factmag